# Sam Edwards (Physiker)

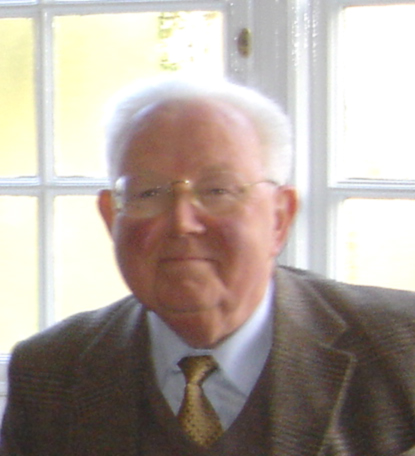
Samuel Edwards (2006)

Sir Samuel Frederick Edwards (* 1. Februar 1928 in Swansea, Wales; † 7. Mai 2015 in Cambridge, England) war ein britischer Physiker.

## Leben
Samuel Edwards wurde als Sohn von Richard und Mary Jane Edwards geboren. Er besuchte die Grammar School in Swansea und studierte dann am Gonville and Caius College der University of Cambridge. Nach dem Master wechselte er an die Harvard University, wo Julian Seymour Schwinger seine Doktorarbeit betreute. Als Postdoktorand arbeitete er ab 1952 am Institute for Advanced Study in Princeton, bevor er wieder ins Vereinigte Königreich zurückkehrte. Er forschte an der University of Birmingham (1953–58) bei Rudolf Peierls, dann an der University of Manchester (1958–72), wo er 1963 Professor für theoretische Physik wurde. 1972 wechselte er als John Humphrey Plummer Professor an seine Heimatuniversität nach Cambridge und lehrte von 1984 bis zu seiner Emeritierung 1995 als Cavendish-Professor Physik. Außerdem war er von 1992 bis 1995 Pro-Vice-Chancellor der Universität Cambridge.
Edwards arbeitete auf dem Gebiet der kondensierten Materie, besonders interessierten ihn Polymerphysik, Spin-Gläser und granulare Materie. Er führte 1958 quantenfeldtheoretische Methoden in die statistische Physik ein. Er untersuchte Systeme mit eingefrorener Unordnung (englisch quenched disorder). Zusammen mit Philip Warren Anderson schlug er 1975 den Replika-Trick vor und arbeitete über Spin-Gläser, dann mit R. T. Deam über die Gummi-Elastizität, mit D. R. Wilkinson über granulare Materie und mit R. B. S. Oakeshott über Pulver. Mit Masao Doi stellte er das Reptationsmodell für die Bewegung verschlaufter Polymere auf. Unter anderem für die Erweiterung dieses Modells auf Basis der Vorarbeiten von Edwards erhielt Pierre-Gilles de Gennes 1991 den Nobelpreis für Physik.
Zu seinen Doktoranden gehört Nigel Goldenfeld.
1953 heiratete er Merriell E. M. Bland, mit der er einen Sohn und drei Töchter bekam.

## Veröffentlichungen
- Mehr als 250 Arbeiten in wissenschaftlichen Zeitschriften[11]
- Mit Meinolf Dierkes und Rob Coppock: Technological Risk. Oelgeschlager, Gunn and Hain, Cambridge/Mass. 1980, ISBN 0-89946-059-3 (=Publication of the Science Center Berlin, Vol. 23)
- Mit Masao Doi: The Theory of Polymer Dynamics. Clarendon Press, Oxford 1986, ISBN 0-19-851976-1, 6. Auflage 2001, ISBN 0-19-852033-6 (=International series of monographs on physics, Band 73)
- Mit Shaul M. Aharoni: Rigid polymer networks. Springer, Berlin [u. a.] 1994, ISBN 3-540-58340-8, (=Advances in polymer science, Band 118)

## Preise und Ehrungen
- 1974 Maxwell-Medaille (Institute of Physics)
- 1975 zum Ritter geschlagen
- 1982 Ford High Polymer Physics Prize (American Physical Society)
- 1984 Davy-Medaille (Royal Society)
- 1986 Gold medal (Institute of Mathematics)
- 1987 Guthrie medal (Institute of Physics)
- 1990 Gold Medal (British Society of Rheology)
- 1993 Louis Vaillon Moët Hennessy (Science pour l' Art)
- 1995 Boltzmann-Medaille (Internationale Union für Reine und Angewandte Physik)[12]
- 2001 Founders Polymer Prize (Institute of Physics)
- 2001 Royal Medal (Royal Society)
- 2005 Dirac-Medaille (ICTP) (International Centre for Theoretical Physics)
- Ehrendoktorwürden: 1975 Loughborough, 1976 Salford, 1976 Edinburgh, 1978 Bath, 1986 Birmingham, 1986 Straßburg, 1987 Wales, 1989 Sheffield, 1991 Dublin, 1994 Leeds, 1994 Swansea, 1995 East Anglia, 2001 Cambridge, 2002 Mainz, 2006 Tel Aviv[13]

## Mitgliedschaften
- 1966 Royal Society
- Institute of Physics
- Royal Society Chemistry
- Institute of Mathematics
- American Physical Society
- British Association for the Advancement of Science
- 1989 Académie des sciences
- 1996 National Academy of Sciences
- 1996 European Physical Society
- 1997 Société française de physique
- 2006 Russische Akademie der Wissenschaften
- Athenaeum Club